# Gran Premio de la Federación Catalana de Ciclismo
Il Gran Premio de la Federación Catalana de Ciclismo, noto in precedenza come Gran Premio Drink, era una delle prove che dal 1963 al 1968 costituirono la Setmana Catalana, corsa maschile di ciclismo su strada organizzata in Catalogna (Spagna) come challenge a punti fino al 1967 e come gara a tappe nel 1968.
Organizzato direttamente dalla Federazione ciclistica catalana (da cui la denominazione assunta nel 1967), coincideva normalmente con l'ultima prova della Setmana Catalana.

## Albo d'oro
| Anno                                              | Vincitore               | Secondo                 | Terzo                   |
| Gran Premio Drink                                 | Gran Premio Drink       | Gran Premio Drink       | Gran Premio Drink       |
| ------------------------------------------------- | ----------------------- | ----------------------- | ----------------------- |
| 1963                                              | Carlos Echeverría       | José Pérez Francés      | Antonio Gómez Del Moral |
| 1964                                              | Carlos Echeverría       | Valentín Uriona         | José Martín Colmenarejo |
| 1965                                              | Manuel Martín Piñera    | José Luis Talamillo     | Antonio Bertrán         |
| 1966                                              | José María Errandonea   | Francisco Gabica        | José Manuel López       |
| Gran Premio de la Federación Catalana de Ciclismo |                         |                         |                         |
| 1967                                              | José María Errandonea   | Antonio Gómez del Moral | José Antonio Pontón     |
| 1968                                              | José Martínez Esterlich | Luciano Soave           | José María Errandonea   |